# کوه آدامز
کوه آدامز (به انگلیسی: Mount Adams) یک کوه، آتشفشان چینه‌ای و موقعیت مکانی در ایالات متحده آمریکا است که در واشینگتن واقع شده‌است. کوه آدامز ۳٬۷۴۳٫۲۹ متر بالاتر از سطح دریا واقع شده‌است.